# Fajar Harapan
Fajar Harapan is een bestuurslaag in het regentschap Aceh Selatan van de provincie Atjeh, Indonesië. Fajar Harapan telt 687 inwoners (volkstelling 2010).